# Francis Stephen Ruddy
Francis Stephen Ruddy (* 15. September 1937 in Jackson Heights, Queens, New York City; † 7. Mai 2014) war ein US-amerikanischer Diplomat. Er amtierte als Botschafter der Vereinigten Staaten in Äquatorialguinea.

## Werdegang
Francis Ruddy besuchte die Xavier High School in seiner Heimatstadt New York und anschließend das College of the Holy Cross in Worcester. Danach diente er im United States Marine Corps und erwarb einen Ph.D. in Internationalem Recht an der University of Cambridge.
Anschließend war er in verschiedenen Bereichen beschäftigt, unter anderem als Hochschuldozent, Autor und Redakteur sowie als Chefjustiziar im Energieministerium der Vereinigten Staaten. Außerdem fungierte er als ehrenamtlicher Englischlehrer für Menschen, die in die Vereinigten Staaten eingewandert waren. Ruddy übernahm ferner Tätigkeiten im Außenministerium der Vereinigten Staaten und der United States Agency for International Development. Sein Hauptaugenmerk lag jeweils auf Hilfsprogrammen für die Länder Afrikas. Er wurde vor allem ein überzeugter Fürsprecher der Sahrauis im Westsaharakonflikt.
US-Präsident Ronald Reagan ernannte Ruddy am 5. Oktober 1984 zum amerikanischen Botschafter in Äquatorialguinea. Nach der Bestätigung durch den Senat der Vereinigten Staaten trat er seinen Posten in Malabo am 27. Januar 1985 an. Er verblieb dort bis zum 25. März 1988.